# Bagnols-sur-Cèze
Bagnols-sur-Cèze (in occitano Banhòus de Céser) è un comune francese situato nel dipartimento del Gard, nella regione dell'Occitania.

## Geografia
Bagnols-sur-Cèze sorge sulla riva destra del fiume Cèze, nella regione storica della Linguadoca, presso il confine con la Provenza.

## Storia
Il nome della località deriva dal latino Balnearius. Significa "luogo di bagni" e suggerisce che Bagnols-sur-Cèze era un'importante stazione balneare in epoca gallo-romana. Già nel IV secolo esisteva un santuario sul sito dell'attuale chiesa.
Nel 1208 fu firmata la prima carta comunale, che contribuì notevolmente all'espansione della città, così come il mercato nel 1223. Nel XIV secolo, Bagnols dovette costruire delle fortificazioni per proteggersi dalle incursioni dei "Tuchins". Seguirono le guerre di religione, la Riforma e, intorno al 1580, gravi epidemie di peste. Nonostante questi eventi dolorosi, Bagnols continuò a prosperare e, nel XVII secolo, iniziò a svilupparsi l'industria della seta. Nel 1631 il duca di Montmorency, governatore della Linguadoca e signore di Bagnols, si ribellò a Luigi XIII. Sconfitto, fu condannato e giustiziato. Per rappresaglia il re ordinò inoltre la demolizione del castello e delle mura cittadine, che furono ricostruite nel XVIII secolo per difendersi da eventuali attacchi dei Camisardi. La città continuò a svilupparsi nel XIX secolo espandendosi fuori dal centro storico. Nel 1891, su richiesta delle Poste, fu aggiunto al toponimo "sur Cèze".

## Monumenti e luoghi d'interesse
- Chiesa di San Giovanni Battista
- Municipio
- Torre dell'Orologio

## Società

### Evoluzione demografica
Abitanti censiti

## Cultura

### Istruzione

#### Musei
- Museo Albert-André

## Infrastrutture e trasporti
La principale via d'accesso alla città è la RN 580, che unisce la cittadina alla A9. L'abitato è attraversato in senso nord-sud dalla RN 86 che unisce Lione a Nîmes. 
La cittadina è servita da una propria stazione ferroviaria posta lungo la linea destra Rodano.

## Amministrazione

### Gemellaggi
Bagnols-sur-Cèze è gemellata con le seguenti città:
- Braunfels, dal 1959
- Feltre, dal 1961
- Newbury, dal 1971
- Eeklo, dal 1976
- Carcaixent, dal 1982
- Kiskunfélegyháza, dal 2010